# Miss Uganda
Miss Uganda é um concurso de beleza da Uganda. Iniciado em 1967, a vencedora de cada edição irá representar o país no Miss Mundo e Miss Universo.

## Titulares
A vencedora do Miss Uganda representa o país no Miss Mundo.

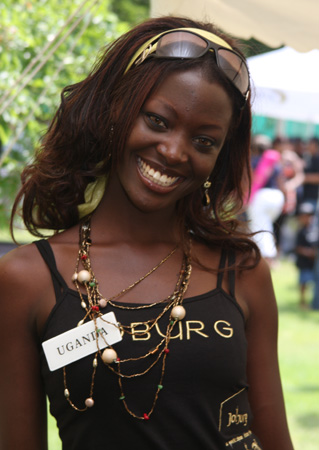
Dora Mwima, Miss Uganda 2008.

| Ano  | Miss Uganda         | Classificação   | Prêmios especiais                                                                            |
| ---- | ------------------- | --------------- | -------------------------------------------------------------------------------------------- |
| 1967 | Rosemary Salmon     | Desclassificado |                                                                                              |
| 1968 | Joy Lehai           | Desclassificado |                                                                                              |
| 1985 | Helen Acheng        | Desclassificado |                                                                                              |
| 1988 | Nazma Jamal Mohamed | Desclassificado |                                                                                              |
| 1989 | Doreen Lamon-Opira  | Desclassificado |                                                                                              |
| 1992 | Olga Nampima        | Desclassificado |                                                                                              |
| 1993 | Linda Bazalaki      | Desclassificado |                                                                                              |
| 1996 | Sheba Kerere        | Desclassificado |                                                                                              |
| 1997 | Lillian Acom        | Desclassificado |                                                                                              |
| 2001 | Victoria Kabuye     | Desclassificado |                                                                                              |
| 2002 | Rehema Ni Nakuya    | Desclassificado |                                                                                              |
| 2003 | Aysha Nassanga      | Desclassificado |                                                                                              |
| 2004 | Barbara Kimbugwe    | Desclassificado | Top 20 no Miss World Beach Beauty                                                            |
| 2005 | Juliet Ankakwatsa   | Desclassificado | Top 16 no Miss World Talent                                                                  |
| 2007 | Monica Kasyate      | Desclassificado |                                                                                              |
| 2008 | Dora Mwima          | Desclassificado |                                                                                              |
| 2009 | Maria Namiiro       | Desclassificado |                                                                                              |
| 2010 | Heyzme Nansubuga    | Desclassificado |                                                                                              |
| 2011 | Sylvia Namutebi     | Desclassificado | Top 77 no Beauty with a Purpose Top 24 at Miss World Sport Top 20 at Miss World Beach Beauty |
| 2012 | Phiona Bizzu        | Desclassificado | Top 26 no Miss World Sport Penalty Shoot Out Event (Ganhadora)                               |
| 2013 | Stellah Nantumbwe   | Desclassificado |                                                                                              |
| 2014 | Leah Kalanguka      | Desclassificado | Top 25 no People's Choice                                                                    |
| 2015 | TBA                 | TBA             |                                                                                              |